# Litløya
Litløya (que significa "Petita Illa") és una petita illa dins la municipalitat de Bø al comtat de Nordland, Noruega. Forma part de l'arxipèlag Vesterålen a uns 6 quilometres (3.7 mi) al sud-oest de la vila de Bø a la costa de l'illa Langøya. Fa 0,67 km² i és coneguda pel far de Litløy situat a la part occidental de l'illa. El seu punt més alt és 103-metre (338 ft) «Litløytinden».

## Història

Panorama des de Tarvågen. Foto: Bjørn Tennøe

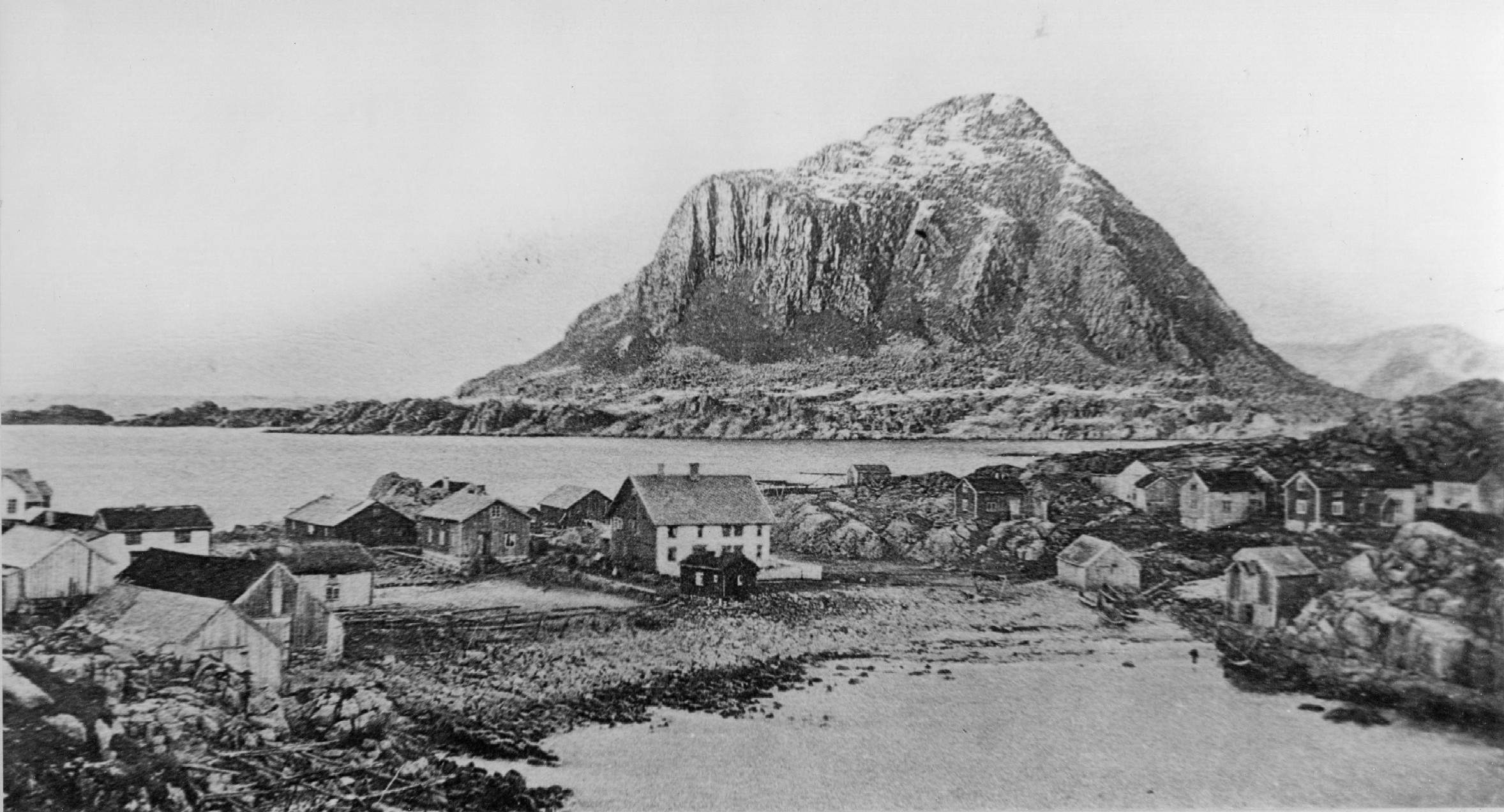
Tarvågen a Litløya.

Des de l'Edat Mitjana fins al segle xx, junt amb la veïna Gaukværøya, va ser un port de mar ocupat i centre dels pescadors locals.
El 1865 tenia 71 habitants. La pesca del baccallà i el seu comerç era l'activitat més important. El 1895, hi havia registrats 875 pescadors a Litløya i Gaukværøya.
A partir de la dècada de 1950 aquesta illa va quedar virtualment deshabitada i només hi quedà el farer.

## Atraccions
Hi ha una cova a Litløya, anomenada «Trollhola» que significa cova del troll.